# Овсянниковы
Овсянниковы (Овсяниковы) — многочисленные  дворянские рода, а также известный купеческий род из города Юрьева-Польского.

## Дворяне Овсянниковы
Согласно Общему Гербовнику

Фамилии Овсяниковых многие Российскому Престолу служили дворянские службы в разных чинах и жалованы были от Государей в 7129/1621 и других годах поместьями. 
Дворянские роды Овсянниковых были внесены в родословные книги дворянских депутатских собраний многих губерний Российской империи: Владимирской (1887, III ч.), Воронежской, Казанской (1793, VI ч.; 1853, II ч.), Курской, Московской (VI ч.), Нижегородской (1840 и 1863, III ч.), Оренбургской, Орловской, Подольской (1876, III ч.), Псковской (II ч.), Рязанской (1817, II ч.), Санкт-Петербургской (1844, II ч.; 1839, III ч.), Саратовской (II ч.), Смоленской (III ч.), Тульской (1791, VI ч.), Черниговской (II ч.).
Из числа дворян Овсянниковых известность получили:
- Овсянников, Александр Николаевич (1842—1899) — педагог;
- Овсянников, Борис Павлович (1861—1931) — учёный-химик, профессор;
- Овсянников, Николай Николаевич (1834—1912) — педагог, действительный статский советник, директор Тверской гимназии;
- Овсянников, Филипп Васильевич (1827—1906) — физиолог и гистолог, академик.

## Описание герба
Щит разделен горизонтально надвое. В верхней половине, в правом голубом поле, крестообразно положены золотой колчан, лук и стрела. В левом красном поле серебряный якорь. В нижней половине, в серебряном поле, овсяный сноп.
На щите дворянский коронованный шлем. Нашлемник: три страусовых пера. Намёт на щите голубой, подложенный золотом. Герб рода Овсянниковых внесен в Часть 6 Общего гербовника дворянских родов Всероссийской империи, стр. 52.                Рисунок щита не соответствует описанию. проверьте и исправьте!!

## Купцы Овсянниковы
Купцы Овсянниковы ведут свою историю со старообрядца, угличского купца Степана Тарасовича Овсянникова (1800—?), хлеботорговца-миллионера, коммерции советника, который был главным поставщиком военному ведомству.           Предположительно родился в 1805 году умер 1890 г.
Купцы Овсянниковы вместе с купцами Ганшиными  в конце XIX — начале XX века являлись совладельцами компании Товарищество братьев Овсянниковых и А. Ганшина с сыновьями. В их совместном владении находилась текстильная мануфактура в городе Юрьеве-Польском, несколько крупных магазинов—«пассажей» в различных городах Российской империи, в частности, в Омске и Петропавловске (совр. Казахстан) и др. 
- Степан Степанович Овсянников  — знаменитый автогонщик (1913 г.) внук купца-миллионера. Родился в известной купеческой семье — его отец торговал зерном и мукой, нажив на поставках Военному ведомству астрономический для XIX века капитал в 12 миллионов рублей. Деньги эти, по неписаным законам российского купечества, Степан Тарасович Овсянников щедро тратил на благотворительность: взял под свое покровительство Военную богадельню, много жертвовал на общественные нужны и даже подарил городу (Санкт-Петербургу) сад, который до сих пор зовут Овсянниковским, несмотря на официальное название имени Чернышевского.